# Péter Kiss
Péter Kiss (* 12. Dezember 1986 in Gyöngyös, Ungarn; † wahrscheinlich am 21. Mai 2013 am Kangchendzönga) war ein ungarischer Extremsportler und Bergsteiger.
Er starb unter nicht restlos aufgeklärten Umständen beim Abstieg vom Kangchendzönga, dem dritthöchsten Berg der Welt, bei dem mit Zsolt Erőss ein zweiter Ungar sowie zwei Sherpas und ein Koreaner ums Leben kamen. Berichten zufolge hatten sich Kiss und Erőss in der Nacht des Abstiegs auf 8000 m Höhe aus den Augen verloren. Kiss gelang es, das Hochlager IV in 7600 m Höhe zu erreichen. Am nächsten Morgen versuchte er, seinem erschöpften Kameraden mit einem erneuten Aufstieg zur Hilfe zu kommen, was misslang.

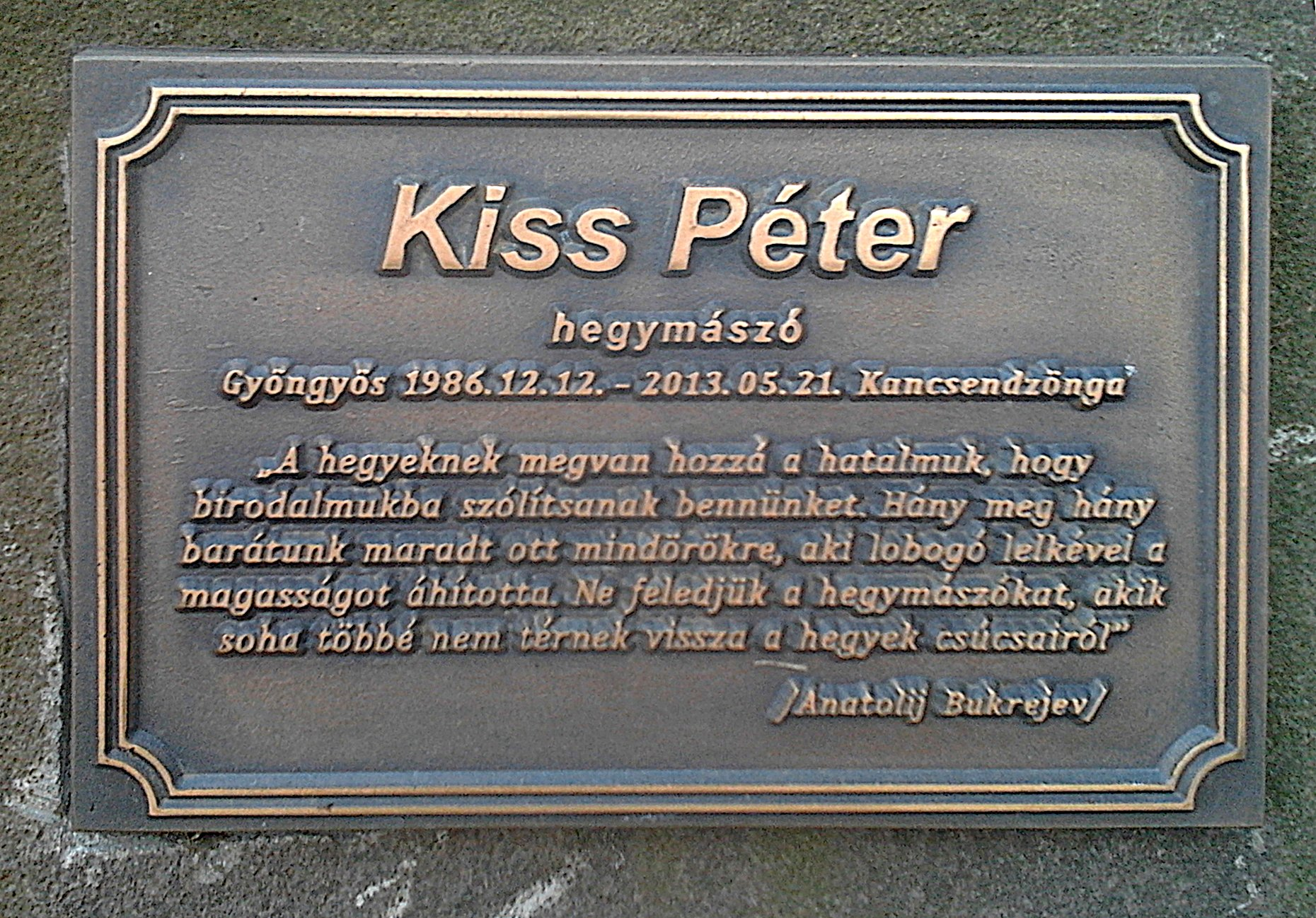
Gedenktafel

Kiss war der erste Ungar, der alle 82 Viertausender der Alpen bestiegen hat.
Er wird in Ungarn mit einer Gedenktafel geehrt, die unweit seines Heimatortes Gyöngyös auf dem Kékes, dem höchsten Berg Ungarns, angebracht ist. Zudem trägt der Asteroid (199688) Kisspeter seinen Namen.